# Diocesi di Antipolo
La diocesi di Antipolo (in latino Dioecesis Antipolensis) è una sede della Chiesa cattolica nelle Filippine suffraganea dell'arcidiocesi di Manila. Nel 2022 contava 3.026.699 battezzati su  3.728.586 abitanti. È retta dal vescovo Ruperto Cruz Santos.

## Territorio
La diocesi comprende la provincia filippina di Rizal e la città di Marikina nella Regione Capitale Nazionale.
Sede vescovile è la città di Antipolo, dove si trova la cattedrale di Nostra Signora della Pace e del Buon Viaggio (National Shrine of Our Lady of Peace and Good Voyage).
Il territorio si estende su 1.828 km² ed è suddiviso in 77 parrocchie.

## Storia
La diocesi è stata eretta il 24 febbraio 1983 con la bolla Quoniam in recte di papa Giovanni Paolo II, ricavandone il territorio dall'arcidiocesi di Manila.

## Cronotassi dei vescovi
Si omettono i periodi di sede vacante non superiori ai 2 anni o non storicamente accertati.
- Protacio Guevarra Gungon † (24 febbraio 1983 - 18 ottobre 2001 ritirato)
- Crisostomo Ayson Yalung (18 ottobre 2001 - 7 dicembre 2002 dimesso)
- Gabriel Villaruz Reyes (7 dicembre 2002 - 9 settembre 2016 ritirato)
- Francisco Mendoza De Leon (9 settembre 2016 succeduto - 24 maggio 2023 ritirato)
- Ruperto Cruz Santos, dal 24 maggio 2023

## Statistiche
La diocesi nel 2022 su una popolazione di 3.728.586 persone contava 3.026.699 battezzati, corrispondenti all'81,2% del totale.
| anno | popolazione | popolazione | popolazione | presbiteri | presbiteri | presbiteri | presbiteri                | diaconi | religiosi | religiosi | parrocchie |
| anno | battezzati  | totale      | %           | numero     | secolari   | regolari   | battezzati per presbitero | diaconi | uomini    | donne     | parrocchie |
| ---- | ----------- | ----------- | ----------- | ---------- | ---------- | ---------- | ------------------------- | ------- | --------- | --------- | ---------- |
| 1990 | 1.104.000   | 1.262.000   | 87,5        | 40         | 32         | 8          | 27.600                    |         | 199       | 218       | 24         |
| 1999 | 2.448.110   | 2.880.130   | 85,0        | 123        | 58         | 65         | 19.903                    |         | 565       | 585       | 36         |
| 2000 | 2.456.942   | 2.890.520   | 85,0        | 119        | 59         | 60         | 20.646                    |         | 335       | 610       | 37         |
| 2001 | 2.579.789   | 3.035.046   | 85,0        | 124        | 66         | 58         | 20.804                    |         | 309       | 367       | 37         |
| 2002 | 2.708.778   | 3.186.798   | 85,0        | 131        | 68         | 63         | 20.677                    |         | 241       | 541       | 38         |
| 2003 | 2.676.910   | 3.346.138   | 80,0        | 154        | 74         | 80         | 17.382                    |         | 288       | 462       | 44         |
| 2004 | 2.429.663   | 3.037.079   | 80,0        | 130        | 76         | 54         | 18.689                    |         | 440       | 479       | 51         |
| 2006 | 2.410.000   | 3.250.000   | 74,2        | 126        | 75         | 51         | 19.126                    |         | 274       | 520       | 54         |
| 2012 | 2.892.000   | 3.650.000   | 79,2        | 144        | 80         | 44         | 20.083                    |         | 271       | 432       | 59         |
| 2015 | 3.349.711   | 3.889.267   | 86,1        | 164        | 79         | 85         | 20.425                    |         | 256       | 391       | 65         |
| 2018 | 3.329.045   | 3.962.022   | 84,0        | 194        | 93         | 101        | 17.160                    |         | 251       | 450       | 73         |
| 2020 | 3.426.473   | 4.078.830   | 84,0        | 204        | 95         | 109        | 16.796                    |         | 232       | 438       | 76         |
| 2022 | 3.026.699   | 3.728.586   | 81,2        | 190        | 91         | 99         | 15.929                    |         | 236       | 414       | 77         |